# Videoformat
Videoformat bezeichnet in der Videotechnik die Zusammenfassung der audiovisuellen Spezifikationen eines Videos:
- Bildauflösung und das abgeleitete Seitenverhältnis,
- Bildfrequenz,
- Farbtiefe,
- Tonspur.

## Abgrenzung von anderen Begriffen
Der Begriff Videoformat ist, im Gegensatz zu Audioformat (als Kurzform zu Audiodatenformat), zu unterscheiden von Datenformaten für Videodaten. Die Videokompression legt das Verfahren fest, in dem Videodaten komprimiert werden. Im digitalen Bereich werden dabei Videocodecs benötigt, um Videodaten in einem bestimmten Dateiformat beziehungsweise einer Video-Containerdatei zu speichern. Ein Videoformat ist aber nicht an ein bestimmtes Kompressionsverfahren gebunden, sondern kann je nach Anwendung (zum Beispiel Ausstrahlung im Fernsehen, als Webinhalt, Speicherung auf Videokassetten mit einem Bandformat oder auf Blu-Rays) unterschiedlich komprimiert werden.
Fernsehnormen wie HDTV, NTSC, PAL, SECAM, DVB, ATSC, ISDB oder Ultra High Definition Television legen zum Teil die im Bereich der Unterhaltungsindustrie und Heimbereich verwendeten Videoformate fest. Sie können aber auch weitere Spezifikationen wie zum Beispiel das zu verwendende Kompressionsverfahren, die Übertragungsart oder im analogen Bereich zum Beispiel die Form der Chrominanzsignalbildung enthalten.
Eine Spezialform des Videoformates ist das Filmformat. Es basiert auf fotografischer Technik und setzt somit die Videoauflösung in direkten Zusammenhang zum Bildformat des verwendeten Filmmaterials.